# 国際宇宙大学
国際宇宙大学（こくさいうちゅうだいがく、英: International Space University、ISU）は、宇宙関連分野で活躍する人材を育成するため1987年にアメリカ合衆国で設立された国際的な高等教育機関である。フランス・ストラスブール郊外にセントラルキャンパスを置き、学際的（Interdisciplinary）・国際的（International）・異文化間的（Intercultural）な幅広い知識と、チームプロジェクト実行スキルの習得を目指す教育プログラムを実施している。